# 国鉄DT17形台車
国鉄DT17形台車（こくてつDT17がただいしゃ）は、日本国有鉄道（国鉄）が開発した鉄道車両（電車）用台車の一形式である。

## 概説
DT16の後継・改良機種として1951年（昭和26年）に設計され、1952年（昭和27年）度予算で製造されたモハ80形（80091 - 80117）、モハ70形（モハ70043 - 70048・70054 - 70061）、モハ72形（72500 - 72685）に採用された。
なお、本形式の設計は大型鋳物部品の鋳造を得意とした、川崎車輛が担当したと伝えられている。

### 構造
やはり鋳鋼の扱いを得意としていた扶桑金属工業の手によるDT14で初採用された、側梁・トランサム（横梁）・端梁と合計5つのブロックに分けて鋳造した部品をボルト・ナットで組み合わせる設計から一歩進んで、これら5ブロックを一体で鋳造する、一体鋳鋼製台車枠を国鉄電車用台車として初めて採用した。
一体鋳鋼には鋳込み時の湯流れなど品質管理が難しいという問題があり、湿度が高い日本では製造が困難であった。だが、これにより台車枠の剛性が大きく向上し、さらに各部材の接合部分が無くなってボルトの弛みなどの問題が根絶するため、保守上有利な設計であった。
軸箱支持機構は、既存のDT16などと同様、ペデスタルで軸箱を案内する一般的な軸ばね式であるが、日本の軸ばね式台車としては珍しく、車体側重量の増大に対応してコイルばねを複列化してあるのが特徴である。
また、揺れ枕の構造に抜本的な改良が加えられたことも本形式の大きな特徴の一つである。一体鋳鋼の採用により側梁形状が比較的自由に設定可能となったことを生かし、枕ばね部の側梁高さを引き下げ、その上部に揺れ枕吊りの支持架を突き出して、ここから従来よりも長い吊りリンクを用いて揺れ枕を外吊り式で吊り下げるように設計変更が行われたのである。
これにより、揺れ枕の揺動周期が延びて乗り心地が大きく改善された。また、この側梁高さ引き下げで枕梁の拡幅が可能となり、枕梁の上に載る左右の側受が従来よりも外側に設置されるようになって特に高速走行時の車体のローリング抑制が実現した。
これらの特徴は近代型高速台車の必要要件をほぼ満たすものであり、特に揺れ枕部分の設計はDT20・DT21といった本形式以降に開発された国鉄台車の大半に継承され、また日本の私鉄・車両メーカー各社による新型台車開発にも大きな影響を与えた。

### 仕様
- 形式 - 2軸動力台車
- 車体支持機構 - 揺れ枕吊り式・3点支持
- 枕ばね - 複列コイルばね・オイルダンパ付き
- 台車枠 - 一体鋳鋼
- 軸ばね - 複列コイルばね
- 軸箱支持装置 - 軸ばね式
- 軸距 - 2,500mm
- 車輪径 - 910mm

## 派生・関連形式
台車設計が急速に変化する時期に設計され、また一体鋳鋼製で製造可能なメーカーが限られたことから、本形式の派生・関連形式はごくわずかである。
国鉄向け
- 電車用
  - TR48：本形式と同じ1952年度発注の80・70・72系電車の付随車・制御車各形式に採用。国鉄と日本車輌製造の共同設計であったと伝えられ、同様に一体鋳鋼製であるが、単列の軸ばねを採用し、揺れ枕吊りを無理に外に出さず側梁とトランサムに相当する部分を上から見てχの字状に一体成型して枕ばねとの干渉を避けるという、極めて特徴的な形状の台車枠を備える。DT17が鋼板プレス材溶接構造のDT20で置き換えられた際に、このTR48もDT20と同系の仮称TR51で置き換えられる計画があったが、各メーカーの製造能力を勘案して、付随車・制御車についてはいわゆる旧型国電の最終増備グループまでTR48の製造が継続された。

私鉄向け
- 東急車輛製造
  - YS-M1・YS-T1：海軍工廠から鋳鋼生産設備を継承して創業した東急車輛製造が東急デハ3800(YS-M1)・クハ3850(YS-T1)形用として製造。複列軸ばねなどDT17の特徴の多くを継承するが、軸距が2,300mmと短く、側梁に大きな中抜き穴が設けられるなど、外観は大きく異なる。なお、これら2種はおおまかな形状は同様だが、主電動機支持の関係で各部寸法や細部形状は大きく異なっている。

## 採用された車両
※ 流用品・他事業者からの中古譲渡品を使用する車両を含む。
- 国鉄・JR - 80系・70系・72系
- このほか、1953年にクモハ40形（当時はモハ40形）の40044に取り付け、私鉄の小田急電鉄小田原線にて試運転された事がある。当時開発途上であったカルダン駆動の台車とともに、モハ70043から一時流用して性能を試験したもの。